# Picking-Pistole
Eine Picking-Pistole, auch Elektro-Pick, ist ein mechanisches oder elektrisches Aufsperrwerkzeug zum halbautomatischen, zerstörungsfreien Öffnen von Stiftschlössern. Sie ist ein Werkzeug, das unter anderem im Bereich des Lockpicking eingesetzt wird. 

## Verfahren

Funktionsprinzip einer Picking-Pistole

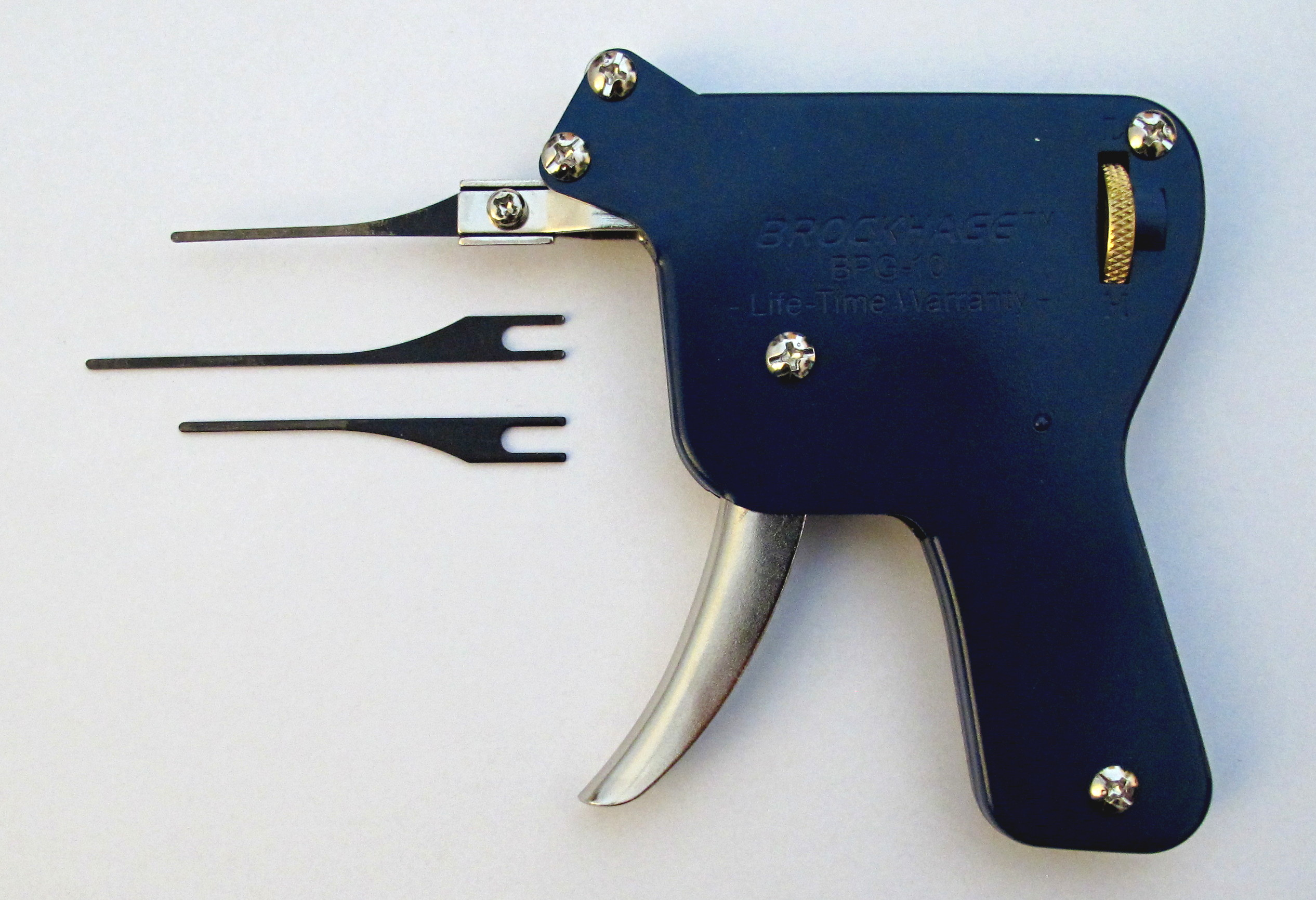
Picking-Pistole

Das Verfahren der Picking-Pistole ist ähnlich dem der Schlagschlüssel: beide Werkzeuge beruhen auf der Perkussionsmethode, und diese erlaubt in vielen Fällen bei nicht entsprechend gesicherten Stiftschlössern ein vergleichsweise rasches und zerstörungsfreies Öffnen ohne passenden Schlüssel. Schlagschlüssel müssen zur Anwendung in dem jeweiligen passenden Profil vorliegen, die Picking-Pistole gestattet ein vom Schlüsselprofil unabhängiges Anwenden der Perkussionsmethode, benötigt für die Anwendung aber noch einen sogenannten Spanner zum Drehen des Zylinders.
Die Picking-Pistole besteht im Prinzip aus einem Metalldorn, der sich vorn an der Picking-Pistole abnehmbar montiert befindet und in verschiedenen Stiftstärken und Formen vorliegt. Dieser Metalldorn wird in das Schloss bis zum Anschlag eingeschoben, in einer Position, in der sich der Metalldorn je nach Einbaulage des Zylinders knapp über oder unter den Kernstiften befindet, wie in nebenstehender Grafik dargestellt. Die Kernstifte sind zur Unterscheidung in rot eingezeichnet, darüber in Blau die Gehäusestifte. Über den Gehäusestiften befinden sich, in braun dargestellt, die Gehäusefedern, welche die Stifte ohne eingeführten Schlüssel in gesperrter Position halten.
Je nach Einbaulage und Anwendung sind unterschiedliche Picking-Pistolen am Markt verfügbar: Bei in Europa eingesetzten Zylinderschlössern in Türen befinden sich die Kernstifte üblicherweise im unteren Bereich, dafür sind nach unten schlagende Picking-Pistolen verfügbar. Im nordamerikanischen Raum werden Zylinderschlösser in Türen meist so eingebaut, wie auch in nebenstehender Abbildung dargestellt, dass die Kernstifte nach oben gehen. Dafür sind nach oben schlagende Picking-Pistolen zu verwenden. Ein Umdrehen der Picking-Pistole in der Gebrauchslage führt, vor allem bei mechanischen Picking-Pistolen, zu unzureichenden Ergebnissen. Für Vorhängeschlösser oder andere Anwendungen richtet sich die Auswahl der Schlagrichtung nach der jeweiligen Situation.
Der Antriebsmechanismus, entweder mechanisch per Hand oder elektrisch mit einem kleinen Elektromotor, zieht dabei einen Federmechanismus in der Picking-Pistole bis zu einer Schwelle auf und entlastet die Feder dann schlagartig, wodurch ein kurzer, intensiver mechanischer Schlag über den Metalldorn auf alle Kernstifte parallel übertragen wird. Durch die Perkussionsmethode wird der Stoß von den Kernstiften, welche sich idealerweise dabei kaum bewegen, direkt auf die dahinter liegenden Gehäusestifte übertragen, die gegen die Federkraft für einen kurzen Moment in das Gehäuse gedrückt werden. Wenn während dieser kurzen Zeit mittels eingeführtem Spanner der Schließzylinder geeignet gedreht wird, die Vorspannung am Spanner darf dabei nicht zu groß sein um die Kernstifte nicht zu blockieren und auch nicht zu klein sein um ein Zurückfallen der Gehäusestifte in den gesperrten Zustand zu verhindern, kann der Zylinder mittels Spanner weiter gedreht werden und so das Schloss geöffnet werden. 
Dabei ist für jede volle Umdrehung des Zylinders der Vorgang zu wiederholen. Ebenso kann mit der Methode in umgekehrter Drehrichtung ein Stiftschloss geschlossen werden.